# NGC 5204
NGC 5204 är en magellansk spiralgalax, belägen cirka 14,5 miljoner ljusår från solsystemet, i stjärnbilden Stora björnen och ingår i galaxgruppen M101. Den upptäcktes den 24 april 1789 av William Herschel. Den har en galaxmorfologisk klassificering av SA(s)m och är mycket oregelbunden, med endast obetydliga tecken på någon spiralarmstruktur. Galaxens mest framträdande kännetecken är en extremt kraftfull röntgenkälla betecknad NGC 5204 X-1. Detta har resulterat i att galaxen har varit föremål för flera studier på grund av källans styrka och dess relativa närhet till jorden.

## Struktur
Med en diameter på ungefär 6 000 parsec (19 000 ljusår) längs dess storaxel ligger NGC 5204 mellan mindre dvärggalaxer och större, mer framträdande spiralgalaxer som Andromeda. Medan galaxens övergripande organisation är oregelbunden, finns det en något otydlig spiralarmstruktur i ena änden av huvudskivan. Närvaron av denna egenskap har resulterat i att den klassificerats som typ SA(s)m, även känd som en magellansk spiral, efter Stora magellanska molnet (LMC), det mest kända exemplet på denna sällsynta typ av galax. Även om dess diameter är mindre än LMC, har NGC 5204 en mycket mer diffus fördelning av stjärnor och dess massa på ca 8 x 108 solmassor är bara ca 10 procent av LMC eller 0,1 procent av Vintergatan. Dess luminositet är ca 6 x 108 gånger solens.
Liksom de flesta oregelbundna galaxer är NGC 5204 relativt rik på gas och stoft, även om den saknar några framträdande nebulosor eller breda områden med kraftig stjärnbildning. Trots dess relativt diffusa fördelning av stjärnor har galaxen flera hopar av heta, unga stjärnor som tros vara platsen för de flesta av de elva kända röntgenkällorna. Galaxen verkar också ha en större komponent än normalt av mörk materia eftersom den uppskattade massan av dess synliga del inte tillräckligt förklarar den observerade rotationskurvan för de enskilda stjärnorna, inte ens mycket nära dess centrum. Även om de flesta spiralgalaxer uppvisar en skillnad i rotationskurvan, blir detta normalt inte uppenbart förrän mycket längre bort från kärnan.
Inga supernovor har observerats i galaxen hittills, även om tre supernovarester har identifierats. En artikel från 1997 uppskattade att galaxen troligen har ungefär en supernova vart 2000:e år.
NGC 5204 har vanligtvis klassificerats som en medlem av galaxgruppen M101, men det är inte känt att den har några nära följeslagare.

## Röntgenkälla
Galaxens mest iögonfallande särdrag är en mycket kraftfull ultraluminös röntgenkälla (ULX) som upptäcktes i början av 1980-talet av Einsteinobservatoriet och betecknades NGC 5204 X-1. Den är belägen vid 13 timmar 29 minuter 38,62 sekunder, +58° 25′ 05,6 bågsekunder, och har en luminositet på cirka 5,2 x 1039 erg/s (5,2 x 1032 watt). Även om denna är alldeles för kraftfull för att genereras av ackretionsskivan i ett svart hål med stjärnmassa, innebär källans placering med en förskjutning av cirka 15 bågsekunder från galaxens centrum också att den inte kan drivas av en aktiv galaxkärna. Sedan upptäckten har NGC 5204 X-1 varit föremål för flera studier för att försöka fastställa den exakta mekanismen som är orsak till att generera denna och andra kända ULX. De senare av dessa studier kunde utnyttja Chandra röntgenobservatoriets högupplösta kapacitet för att studera källan i detalj och definitivt utesluta möjligheten att dess ovanliga ljusstyrka är resultatet av flera svagare, men nära varandra belägna källor.
Det vanligaste förslaget om föregångaren till NGC 5204 X-1 är ett svart hål med medelmassor och en massa på cirka 100-100 000 solmassor en jättelik följeslagare som förlorar massa till det svarta hålet, liknande andra röntgendubinära system, men mycket större i skala. Denna teori stöds av det faktum att Eddingtongränsen för en källa av denna magnitud innebär att massan av det genererande objektet inte kan vara mindre än 25 solmassor. Källans observerade styrka har varierat med upp till 50 procent under en 10-årsperiod, vilket också överensstämmer med en röntgenkälla i form av en ackretionsskiva.

### Optisk motsvarighet
En optisk motsvarighet till NGC 5204 X-1 upptäcktes år 2001 med hjälp av röntgendata från Chandra och en serie observationer i det synliga spektrumet från Hubbleteleskopet. Med en skenbar magnitud på 19,7 trots ett avstånd på mer än 14 miljoner ljusår, vilket motsvarar en absolut magnitud på -8,7, är den troligtvis en stor superjätte av spektraltyp B eller O. En studie från 2003 som utförde en detaljerad spektralanalys av den optiska källan fastställde att dess yttemperatur troligen är mindre än 25 000 K. Om detta stämmer tyder det på att motsvarigheten är en superjätte av spektraltyp B0 med en massa på cirka 25 solmassor och en radie på cirka 30 solradier, liknande Deneb.
Både röntgenkällan och den optiska motsvarigheten är belägna nära centrum av ett massivt tomrum i det omgivande interstellära mediet som är mer än 150 parsec (490 ljusår) brett. Detta är troligen ett resultat av den extremt kraftiga solvinden som genereras av stjärnor med denna luminositet.
Upptäckten av denna massiva stjärna kastade också viss tvivel om den rådande teorin att ULX genereras av en svarthåls ackretionsskiva. En beräkning av banorna i ett binärt system med de komponenter som beskrivs ovan tyder på en omloppsperiod på 200–300 timmar, beroende på de exakta massorna som är inblandade. En studie från 2006 fann dock inga bevis för några periodiska variationer alls i röntgenkällans luminositet, även om styrkan varierar slumpmässigt över en tidsskala på några dygn. Som ett resultat av detta framförde studien en alternativ teori om att röntgenkällan genereras av superjättens korona, som skulle kunna generera en mycket kraftfull röntgenkälla på grund av moderstjärnans extrema luminositet. Superjättar är också kända för att ha stora variationer i luminositet mer eller mindre slumpmässigt, vilket skulle värma upp koronan i varierande grad och förklara de observerade förändringarna i röntgenemissionsstyrka.
Det är dock inte känt vilken, om någon, av dessa teorier som är korrekta, och den faktiska källan till denna och andra ultraluminösa röntgenkällor förblir okänd.